# David Packard
David Packard (7. září 1912 Pueblo, Colorado – 26. března 1996 Stanford, Kalifornie) byl americký elektroinženýr, spolu s Billem Hewlettem spoluzakladatel společnosti Hewlett-Packard (1939), prezident (1947–64), generální ředitel (1964–68) a předseda představenstva (1964–68, 1972–93) společnosti HP. V letech 1969–1971 působil jako náměstek ministra obrany USA v době Nixonovy vlády. V letech 1976–1981 byl Packard prezidentem Univerzity zdravotnických věd Uniformovaných služeb (Uniformed Services University of the Health Sciences, USU) a v letech 1973–1982 předsedou její správní rady. Byl členem Trilaterální komise. Proslavil se mnoha technologickými inovacemi a filantropickými aktivitami. V roce 1988 byl vyznamenán Prezidentskou medailí svobody.